# Trichogramma exiguum
Trichogramma exiguum är en stekelart som beskrevs av Pinto och Platner 1978. Trichogramma exiguum ingår i släktet Trichogramma och familjen hårstrimsteklar. Inga underarter finns listade i Catalogue of Life.